# Lista planetelor minore: 105001–106000
| Nume                                                | Denumire provizorie                                 | Data descoperirii                                   | Locul descoperirii                                  | Descoperitor(i)                                     |                                                     |                                                     |                                                     |                                                     |                                                     |                                                     |                                                     |                                                     |                                                     |                                                     |                                                     |                                                     |                                                     |                                                     |                                                     |                                                     |                                                     |                                                     |                                                     |                                                     |                                                     |                                                     |                                                     |                                                     |                                                     |                                                     |                                                     |                                                     |                                                     |                                                     |                                                     |                                                     |                                                     |                                                     |                                                     |                                                     |                                                     |                                                     |                                                     |                                                     |                                                     |                                                     |                                                     |                                                     |                                                     |                                                     |                                                     |                                                     |                                                     |                                                     |
| 105001–105100 Lista planetelor minore/105001–105100 | 105001–105100 Lista planetelor minore/105001–105100 | 105001–105100 Lista planetelor minore/105001–105100 | 105001–105100 Lista planetelor minore/105001–105100 | 105001–105100 Lista planetelor minore/105001–105100 | 105101–105200 Lista planetelor minore/105101–105200 | 105101–105200 Lista planetelor minore/105101–105200 | 105101–105200 Lista planetelor minore/105101–105200 | 105101–105200 Lista planetelor minore/105101–105200 | 105101–105200 Lista planetelor minore/105101–105200 | 105201–105300 Lista planetelor minore/105201–105300 | 105201–105300 Lista planetelor minore/105201–105300 | 105201–105300 Lista planetelor minore/105201–105300 | 105201–105300 Lista planetelor minore/105201–105300 | 105201–105300 Lista planetelor minore/105201–105300 | 105301–105400 Lista planetelor minore/105301–105400 | 105301–105400 Lista planetelor minore/105301–105400 | 105301–105400 Lista planetelor minore/105301–105400 | 105301–105400 Lista planetelor minore/105301–105400 | 105301–105400 Lista planetelor minore/105301–105400 | 105401–105500 Lista planetelor minore/105401–105500 | 105401–105500 Lista planetelor minore/105401–105500 | 105401–105500 Lista planetelor minore/105401–105500 | 105401–105500 Lista planetelor minore/105401–105500 | 105401–105500 Lista planetelor minore/105401–105500 | 105501–105600 Lista planetelor minore/105501–105600 | 105501–105600 Lista planetelor minore/105501–105600 | 105501–105600 Lista planetelor minore/105501–105600 | 105501–105600 Lista planetelor minore/105501–105600 | 105501–105600 Lista planetelor minore/105501–105600 | 105601–105700 Lista planetelor minore/105601–105700 | 105601–105700 Lista planetelor minore/105601–105700 | 105601–105700 Lista planetelor minore/105601–105700 | 105601–105700 Lista planetelor minore/105601–105700 | 105601–105700 Lista planetelor minore/105601–105700 | 105701–105800 Lista planetelor minore/105701–105800 | 105701–105800 Lista planetelor minore/105701–105800 | 105701–105800 Lista planetelor minore/105701–105800 | 105701–105800 Lista planetelor minore/105701–105800 | 105701–105800 Lista planetelor minore/105701–105800 | 105801–105900 Lista planetelor minore/105801–105900 | 105801–105900 Lista planetelor minore/105801–105900 | 105801–105900 Lista planetelor minore/105801–105900 | 105801–105900 Lista planetelor minore/105801–105900 | 105801–105900 Lista planetelor minore/105801–105900 | 105901–106000 Lista planetelor minore/105901–106000 | 105901–106000 Lista planetelor minore/105901–106000 | 105901–106000 Lista planetelor minore/105901–106000 | 105901–106000 Lista planetelor minore/105901–106000 | 105901–106000 Lista planetelor minore/105901–106000 | 105901–106000 Lista planetelor minore/105901–106000 | 105901–106000 Lista planetelor minore/105901–106000 | 105901–106000 Lista planetelor minore/105901–106000 | 105901–106000 Lista planetelor minore/105901–106000 | 105901–106000 Lista planetelor minore/105901–106000 |
| --------------------------------------------------- | --------------------------------------------------- | --------------------------------------------------- | --------------------------------------------------- | --------------------------------------------------- | --------------------------------------------------- | --------------------------------------------------- | --------------------------------------------------- | --------------------------------------------------- | --------------------------------------------------- | --------------------------------------------------- | --------------------------------------------------- | --------------------------------------------------- | --------------------------------------------------- | --------------------------------------------------- | --------------------------------------------------- | --------------------------------------------------- | --------------------------------------------------- | --------------------------------------------------- | --------------------------------------------------- | --------------------------------------------------- | --------------------------------------------------- | --------------------------------------------------- | --------------------------------------------------- | --------------------------------------------------- | --------------------------------------------------- | --------------------------------------------------- | --------------------------------------------------- | --------------------------------------------------- | --------------------------------------------------- | --------------------------------------------------- | --------------------------------------------------- | --------------------------------------------------- | --------------------------------------------------- | --------------------------------------------------- | --------------------------------------------------- | --------------------------------------------------- | --------------------------------------------------- | --------------------------------------------------- | --------------------------------------------------- | --------------------------------------------------- | --------------------------------------------------- | --------------------------------------------------- | --------------------------------------------------- | --------------------------------------------------- | --------------------------------------------------- | --------------------------------------------------- | --------------------------------------------------- | --------------------------------------------------- | --------------------------------------------------- | --------------------------------------------------- | --------------------------------------------------- | --------------------------------------------------- | --------------------------------------------------- | --------------------------------------------------- |

| Predecesor: 104001–105000 | Lista planetelor minore 105001–106000 Semnificații ale numelor: 105001–106000 | Succesor: 106001–107000 |